# Kázmér Batthyány

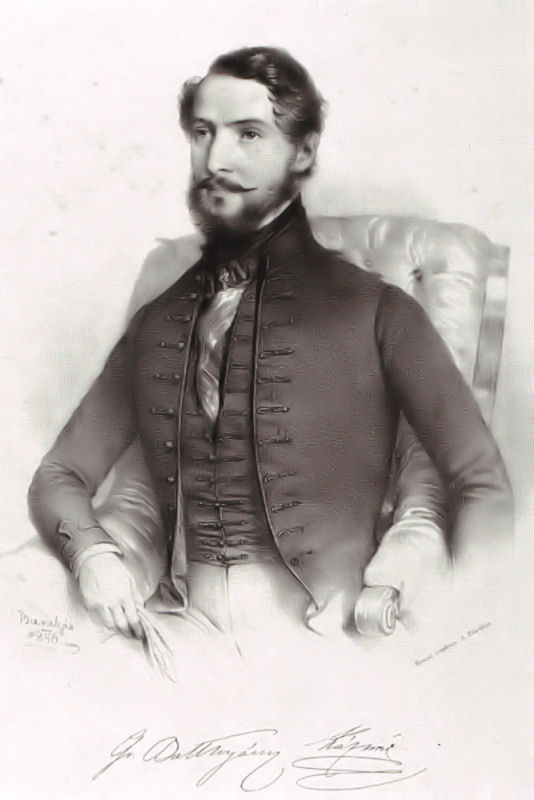
Kázmér Batthyány

Kázmér (Kasimir) Batthyány, född 3 juni 1807 och död 13 juli 1854, var en ungersk greve, ämbetsman och politiker.
Batthyány företog i sin ungdom långsträckta resor i Europa, han deltog vid sidan av Lajos Kossuth i upprorsrörelsen 1848 och blev utrikesminister efter självständighetsförklaringen 1849. Efter resningens misslyckande tvingades han fly till Turkiet, och bosatte sig därefter i Paris.